# Fatoumata Diabaté
Fatoumata Diabaté, née le 19 septembre 1980 à Bamako, est une photographe malienne.

## Biographie
En 2002, après avoir passé neuf mois au centre de formation audiovisuel Promo femmes à Bamako, Fatoumata Diabaté est l’une des premières à intégrer le Cadre de Promotion pour la Formation en Photographie de Bamako (CFP) qui vise à professionnaliser les photographes maliens, initialement pour un stage de deux semaines. Repérée pour sa motivation et son talent, elle y restera finalement deux ans.
Elle complète ensuite sa formation en Suisse au Centre d'enseignement professionnel de Vevey, puis revient au CFP de Bamako où elle devient assistante technique de 2007 à 2009. Ses études lui ont donné l'occasion de se perfectionner dans la photographie argentique Noir et Blanc, et de participer à de nombreux ateliers au Mali ainsi qu'à l'étranger.
Elle participe à plusieurs expositions collectives et individuelles et obtient plusieurs récompenses, notamment le Prix Afrique en création de l’Association française d'action artistique (AFAA) obtenu lors de l'édition 2005 des Rencontres africaines de la photographie à Bamako pour son œuvre Touaregs, en gestes et en mouvements.
Fatoumata Diabaté a également réalisé des reportages pour World Press Photo, Oxfam ou encore Rolex.

## Expositions (sélection)
- Femme photographe (6 décembre 2014 - 6 mai 2015), Hôtel Onomo Dakar Airport, Dakar[7].
- Bamako - Dakar (19 septembre 2014 - 23 novembre 2014), Stadthaus Ulm, Ulm[8].
- Bamako Photo in Paris (4 octobre 2013 - 7 décembre 2013), Pavillon Carré de Baudoin, Paris[9],[10].
- The Night Belongs to Us / A nous la nuit (10 octobre 2013 – 1er décembre 2013), Galerie d'art Marabouparken, Sundbyberg[11].
- Photographing the Social Body: Malian Portraiture from the Studio to the Street (30 mars 2012 - 18 mai 2012), Carleton College Perlman Teaching Museum, Northfield[12].
- Rencontres africaines de la photographie (éditions 2011, 2009 et 2005), Bamako[13].

## Prix et récompenses
- 2011 : Prix de la Fondation Blachère pour son œuvre L’Homme en Animal[3]
- 2005 : Prix «Afrique en création» de l’Association française d'action artistique (AFAA) pour son œuvre "Touaregs, en gestes et en mouvements"